# Giovanni Zantedeschi
Giovanni Zantedeschi (3 mai 1773 à Molina, province de Vérone - 16 mai 1846 à Bovegno ) était un médecin et important botaniste italien.

## Biographie
Il a étudié à Vérone puis à Padoue où il a obtenu son diplôme avec mention en médecine et en chirurgie. Il complète sa formation à Vérone, et exerce quelque temps sa profession à Tremosine (province de Brescia) puis à Bovegno, jusqu'à sa mort en 1846.
Passionné de botanique, il publie une dizaine d'ouvrages sur la flore de la province de Brescia. C'était un héritage de son amitié avec le professeur Ciro Pollini (1782–1833), un botaniste véronais auteur de l'ouvrage faisant autorité Flora Veronensis (Flore de Vérone).
Il entretint également une dense correspondance scientifique avec le botaniste allemand Kurt Sprengel (1766-1833) qui nomma la plante Zantedeschia en son honneur.

## Travaux
Quatre variétés de plantes ont été découvertes et décrites par Zantedeschi pour la première fois .
Molina, sa ville natale, lui a dédié le musée botanique de la Lessinia. Il abrite plus de trois cents espèces de la flore de la région, dont divers spécimens d’orchidées.